# Seyðisfjörður, Ísafjarðardjúp
Seyðisfjörður är en fjord i republiken Island. Den ligger på södra stranden av Ísafjarðardjúp, mellan fjordarna Álftafjörður och Hestfjörður i regionen Västfjordarna, 210 km norr om huvudstaden Reykjavík.
Fjorden är nästan tre kilometer bred vid mynningen mellan näset Kambsnes och udden Folafótur (″Fölfoten″), som är fjället Hesturs (″Hästens″) yttersta spets. Fjordens längd är knappt 9,5 kilometer och dess yta cirka 11,5 kvadratkilometer. Vattendjupet är vid mynningen mellan 35 och 50 meter, och största uppmätta vattendjup i fjorden är 50 meter.
Den enda bebodda gård som finns kvar i Seyðisfjörður är prästgården Eyri, känd som författaren Ólafur Olavius födelseplats, men i äldre tid har här funnits flera gårdar.
Väg 61 (Djúpvegur) löper längs fjordens västra sida och rundar sedan den längre Hestfjörður, för att vända upp mot Hvítanes-näset, där Skötufjörður tar sin början.
Inlandsklimat råder i trakten. Årsmedeltemperaturen i trakten är −2 °C. Den varmaste månaden är juli, då medeltemperaturen är 10 °C, och den kallaste är februari, med −8 °C.